# IC 3173
IC 3173 је спирална галаксија у сазвјежђу Дјевица која се налази на листи објеката дубоког неба у Индекс каталогу.
Деклинација објекта је + 11° 20' 29" а ректасцензија 12h 20m 30,1s. Привидна величина (магнитуда) објекта IC 3173 износи 14,2 а фотографска магнитуда 15,1. IC 3173 је још познат и под ознакама CGCG 70-21, VCC 420, NPM1G +11.0315, PGC 39823.